# Kamnik Challenger
Il Kamnik Challenger è stato un torneo professionistico di tennis giocato su campi in terra rossa. Faceva parte dell'ATP Challenger Series. Si è giocata una sola edizione, a Kamnik in Slovenia.

## Albo d'oro

### Singolare
| Anno | Campione      | Finalista         | Punteggio        |
| ---- | ------------- | ----------------- | ---------------- |
| 2001 | Željko Krajan | Vasilīs Mazarakīs | 6–2, 3–6, 7–6(7) |

### Doppio
| Anno | Campioni                       | Finalisti                            | Punteggio     |
| ---- | ------------------------------ | ------------------------------------ | ------------- |
| 2001 | Igor Brukner Jaroslav Levinský | Salvador Navarro Vincenzo Santopadre | 6–3, 1–6, 6–4 |